# Collières
Pour les articles homonymes, voir Collières (homonymie).
Les Collières est une rivière française arrosant le département de la Drôme, affluent du Rhône. À partir de son confluent avec l'Oron jusqu'au confluent avec le Rhône elle prend le nom de les Claires.

## Géographie

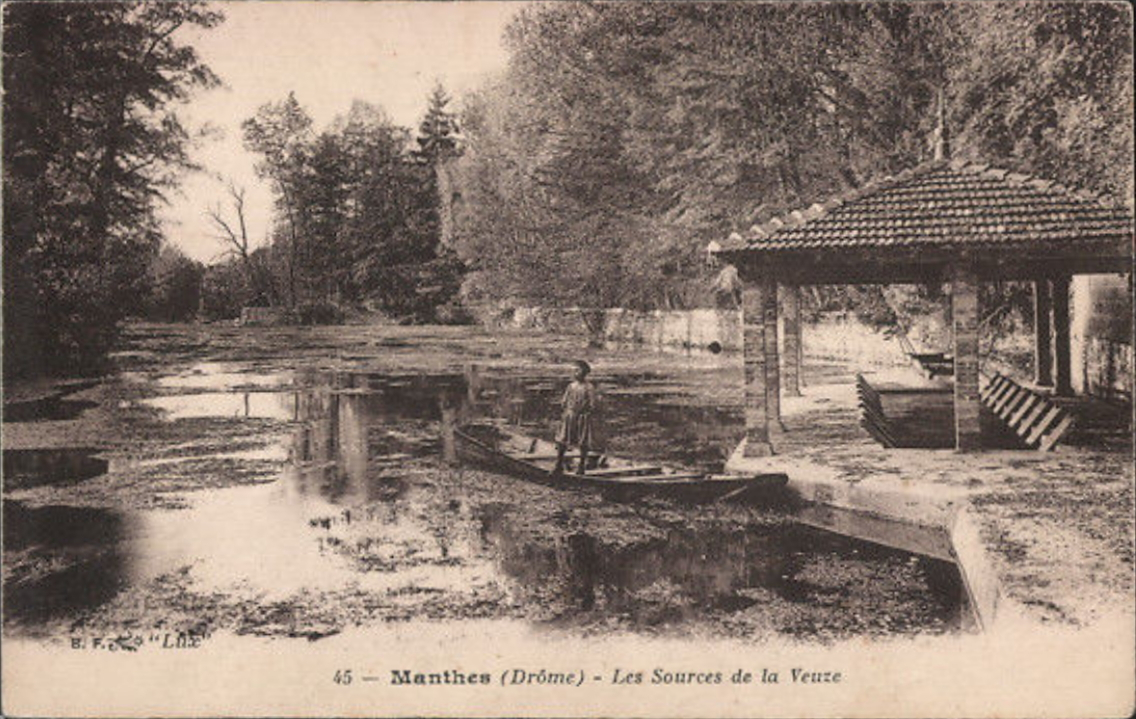
Bassin des sources de la Veuze (carte postale d'environ 1900)

De 16,4 km de longueur.

### Communes et cantons traversés
Dans le seul département de la Drôme, les Collières arrose les sept communes suivantes, dans le sens amont vers aval, de Lens-Lestang (source), Manthes, Moras-en-Valloire, Saint-Sorlin-en-Valloire, Épinouze, Anneyron, Saint-Rambert-d'Albon (confluence).
Soit en termes de cantons, les Collières prennent source dans le canton de Drôme des collines et conflue dans le canton de Saint-Vallier (Drôme), tous les deux dans l'arrondissement de Valence.

## Affluents
- La Grande Veuse (SANDRE V3430540[2], IGN: Veuze) (rg[note 1]) 8,7 km sur les quatre communes de Manthes, Anneyron, Saint-Sorlin-en-Valloire et Moras-en-Valloire. Par ce que La Grande Veuse croise le cours de Torrent de Combet - les Collières à la limite de Manthes et Moras, là les deux cours font même une confluence et une bifurcation. Plus bas branches d'irrigation de la Veuze sont affluents des Collières. La Veuze a :
  - un affluent avant du point du croisement : 
    - le torrent de Frémuzet sur les deux communes de Lens-Lestang et Manthes.

  - deux affluents au-dessous du point du croisement :
    - le ruisseau de Vauverière (SANDRE V3431120[3]), 3,4 km sur les deux communes de Saint-Sorlin-en-Valloire et Moras-en-Valloire.
    - un torrent anonyme sur Saint-Sorlin-en-Valloire

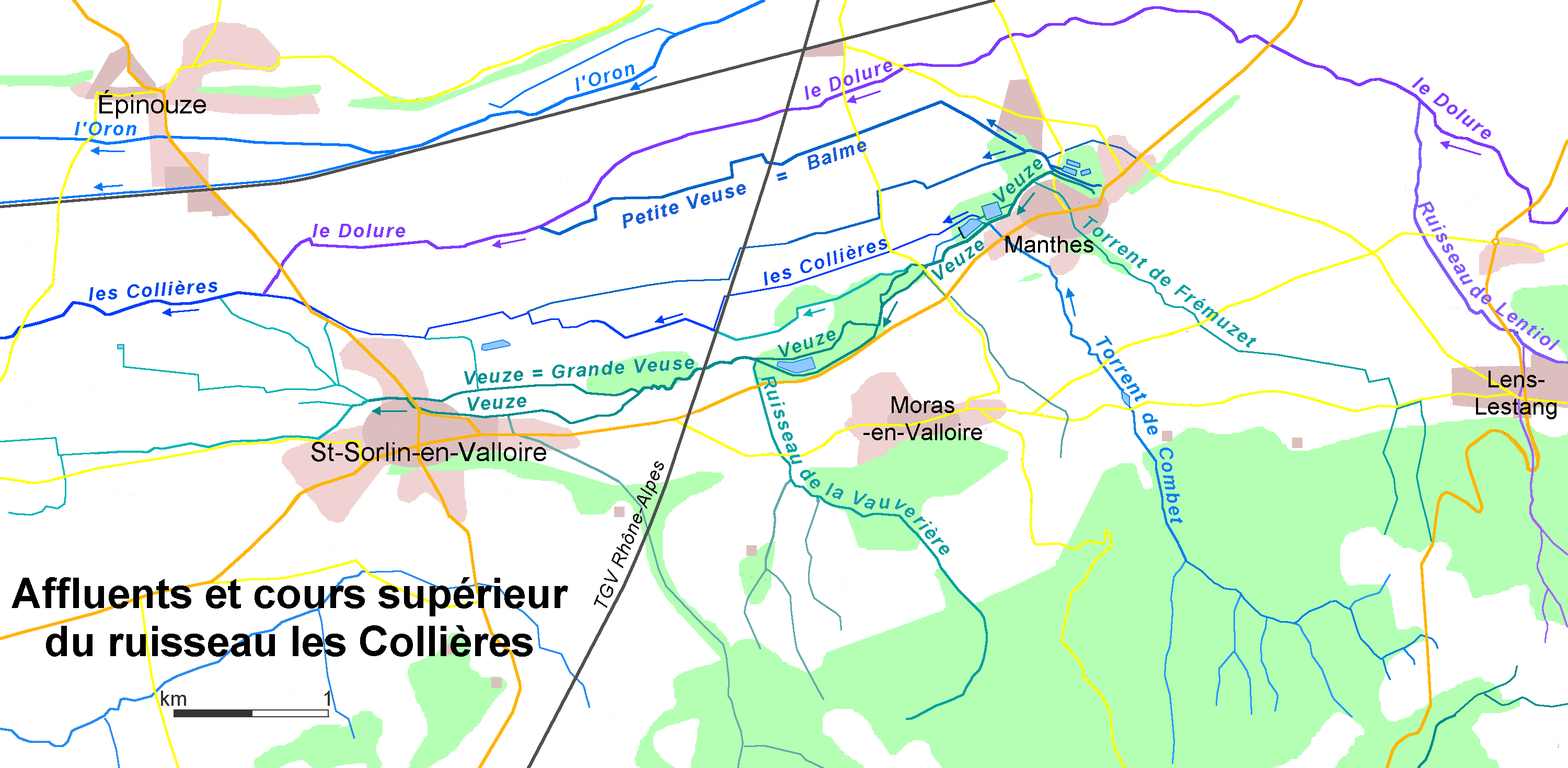
Les affluents et sources des Collières

- Le Dolure (SANDRE V3430500[4]), 18 km, commençant au nom du Rif, avec :
  - ruisseau Combeau (SANDRE V3431020[5], 2 km à Marcollin)
  - Ruisseau de Regrimay (SANDRE V3431060[6], 17 km à Lens-Lestang)

- - Ruisseau de Combeau (SANDRE V3430520[7], à Marcollin)
  - la Balme (IGN: Carte IGN) ou la Petite Veuse (SANDRE V3431140[8]) 4 km
- Le ruisseau l'Oron DE (SANDRE V34-0400[9]) ou rivière de Saint-Barthélémy (rd) 27,8 km sur dix communes avec 
  - un cours supérieur (ou affluent premier à la limite de Beaufort et Saint-Barthélemy) de 35 km (SANDRE V34-0400[9]) au nom de Rival (partie supérieure) ou Raille (partie inférieure)
  - le Suzon (SANDRE V3420560[10]) comme affluent de 18 km à la limite de St-Sorlin et Épinouze (voir IGN, oublié comme affluent au portail de SANDRE)

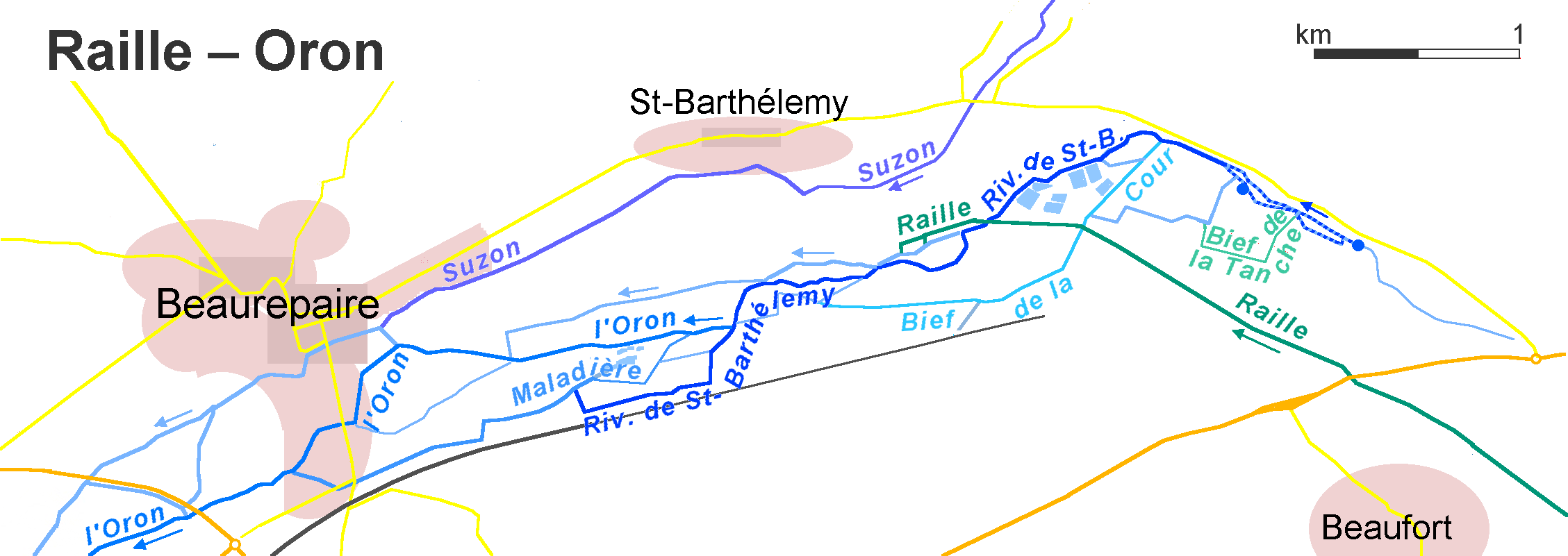
L'Oron avec la rivière de St-Barthélémy, la Raille et le Suzon près de Beaurepaire (points = sources)